# Pinchas Zukerman
Pinchas Zukerman (heb. פנחס צוקרמן, ur. 16 lipca 1948 w Tel Awiwie) – izraelski skrzypek i dyrygent. Uznawany za jednego z najwybitniejszych wirtuozów tego instrumentu XX i XXI wieku.

## Biografia
Wielokrotnie nagradzany. Otrzymał King Solomon Award, w 1983 otrzymał z rąk prezydenta Ronalda Reagana wyróżnienie National Medal of Arts, wyróżnienie Isaac Stern Award, 21 nominacji Grammy i 2 nagrody Grammy.
Wraz z Christopherem Nupenem zrealizował kilka projektów, m.in. w roku 1974 film dokumentalny o sobie Pinchas Zukerman: Here to Make Music. W 1984 roku był pierwszym wykonawcą, wraz z Marc Neikrugiem, Partity na skrzypce i fortepian Witolda Lutosławskiego.
W roku 2003 założył kwintet skrzypcowy Zukerman Chamber Players.